# Hermogena (Kadomcewa)
Hermogena, imię świeckie Warwara Kapitonowna Kadomcewa (ur. 4 grudnia 1870 w Mokrym Miczkasie, zm. 10 czerwca 1942 w obwodzie archangielskim) – rosyjska mniszka prawosławna, święta nowomęczennica.

## Życiorys
Pochodziła z rodziny chłopskiej. W wieku piętnastu lat została posłusznicą w monasterze Zaśnięcia Matki Bożej w Niżnym Łomowie, gdzie następnie złożyła wieczyste śluby mnisze z imieniem Hermogena. W monasterze pozostawała do jego zamknięcia w latach 20. XX wieku. Po likwidacji wspólnoty przez władze radzieckie zamieszkała w Niżnym Łomowie, następnie wróciła do rodzinnej wsi, zaś w 1930 przeprowadziła się do Moskwy. Od 1931 była sprzątaczką w cerkwi Przemienienia Pańskiego na Cmentarzu Bogorodskim.
Została aresztowana w październiku 1937 i oskarżona o uczestnictwo w grupie mnichów i mniszek o antyradzieckich poglądach, prowadzenie agitacji antyradzieckiej i rozpowszechnianie plotek o charakterze kontrrewolucyjnym i prowokacyjnym o "rzekomych prześladowaniach religii w ZSRR" i rychłym upadku władzy radzieckiej. Więziona początkowo na Butyrkach, została skazana na dziesięć lat łagru. Zmarła w obozie Oniegłag w 1942.
Kanonizowana jako jedna z Soboru Świętych Nowomęczenników i Wyznawców Rosyjskich w 2007.